# Huequenia livida
Huequenia livida är en skalbaggsart som först beskrevs av Germain 1898.  Huequenia livida ingår i släktet Huequenia och familjen långhorningar. Inga underarter finns listade i Catalogue of Life.